# Jiuhua Shan

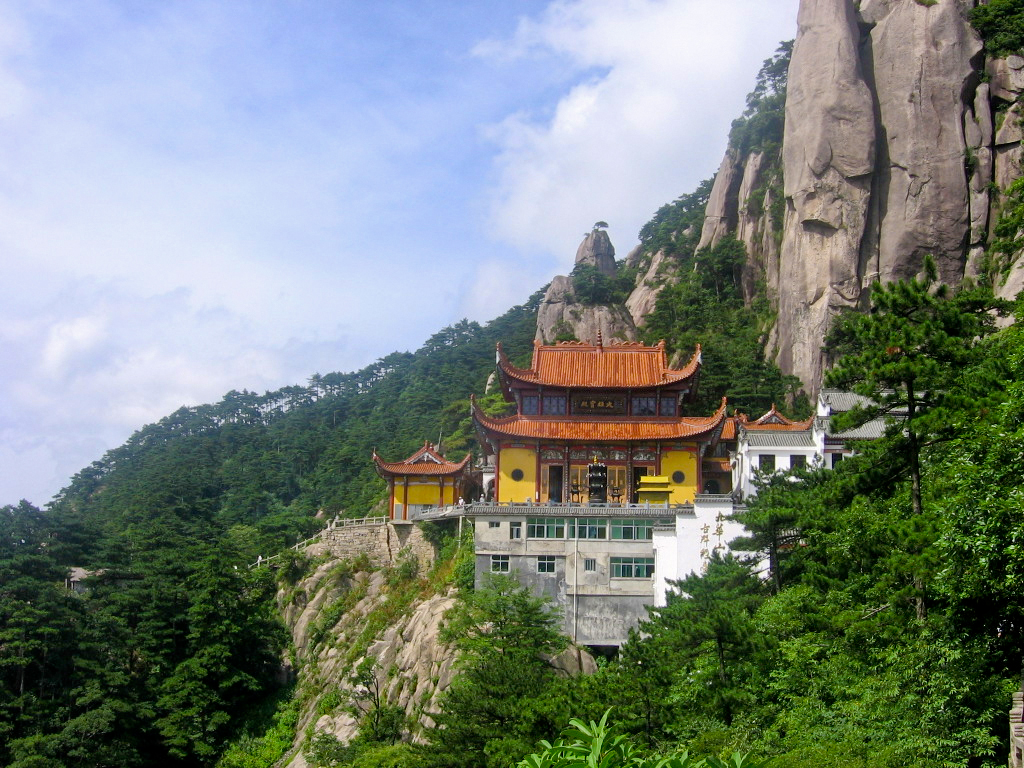
Dolna świątynia Daxiong Baodian

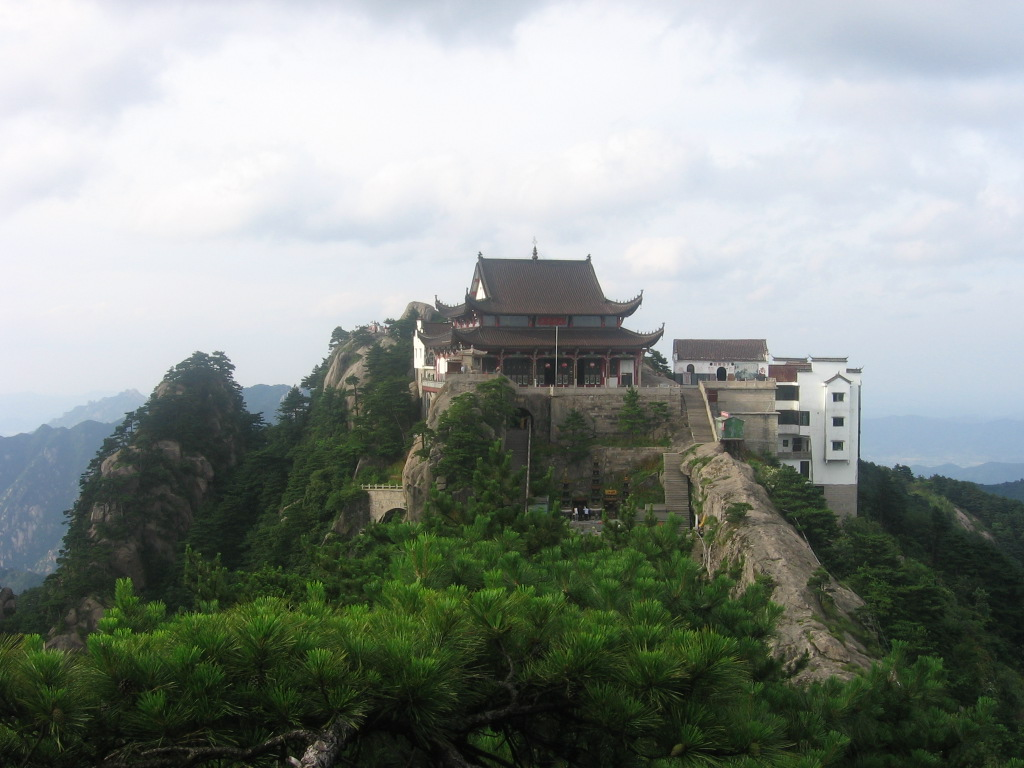
Górna świątynia Daxiong Baodian

Jiuhua Shan (chin. upr.: 九华山, chin. trad.: 九華山, pinyin: Jǐuhuá Shān) – góra w chińskiej prowincji Anhui, w pobliżu miasta Chizhou. Sławna jest z powodu spektakularnych widoków i starożytnych świątyń. Za najważniejszy szczyt uważany jest Tiantai, chociaż nie jest on najwyższy. Stanowi on popularny cel pielgrzymek chińskich buddystów. Jedna z czterech najważniejszych świętych gór buddyzmu chińskiego, obok Wutai Shan, Emei Shan i Putuo Shan. Wiele świątyń jest poświęconych bodhisattwie Kszitigarbhie (chiń.: 地藏, Dìzàng).

## Historia
Góra początkowo nosiła nazwę Jiuzi Shan (九子山 - "Góra Dziewięciu Szczytów"). Obecną nazwę "Góra Dziewięciu Lotosów" zawdzięcza sławnemu poecie Li Bai. Świątynie były budowane sukcesywnie począwszy od epoki Tang. W roku 1982 utworzono park narodowy.

## Świątynie
Najbardziej znane świątynie buddyjskie na Jiuhua:
- Huachengsi
- Guoqingsi
- Dabeilousi
- Baisuigongsi
- Qiyuansi
- Roushensi
- Tianchisi
- Zhantanlinsi
- Zhiyuan si